# Avibrissosturmia avida
Avibrissosturmia avida là một loài ruồi trong họ Tachinidae.